# Godki
Godki (deutsch Gottken) ist ein Ort in der polnischen Woiwodschaft Ermland-Masuren. Er liegt in der Gmina Jonkowo (Landgemeinde Jonkendorf) im Powiat Olsztyński (Kreis Allenstein).

## Geographische Lage
Godki liegt im Westen der Woiwodschaft Ermland-Masuren, 16 Kilometer nordwestlich der Kreis- und Woiwodschaftshauptstadt Olsztyn (deutsch Allenstein).

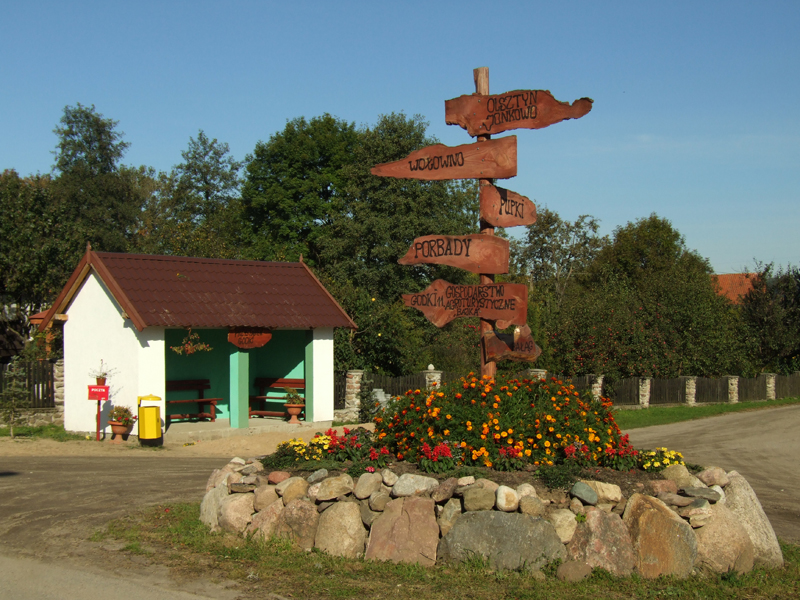
Dorfzentrum Godki

## Geschichte
Die Gründung des damaligen Dorfes Gudikus (vor 1820 Gotken) mit dem Weiher in der Ortsmitte erfolgte im Jahre 1355: Am 15. Juli jenes Jahres verlieh das Domkapitel den Prußen Nodops und Merune samt ihren Erben Land im Felde Gudikus. 1785 wies einst das königliche Bauerndorf im Amt Allenstein 15 Feuerstellen auf, und bei der Volkszählung am 3. Dezember 1861 waren es drei Wohngebäude bei 160 Einwohnern.
Von 1874 bis 1945 war Gottken in den Amtsbezirk Schöneberg (polnisch Wrzesina) im ostpreußischen Kreis Allenstein eingegliedert.
Im Jahre 1910 waren in Gottken 265 Einwohner registriert. Ihre Zahl belief sich 1933 auf 252 und 1939 auf 230.
In Kriegsfolge fiel 1945 das gesamte südliche Ostpreußen an Polen. Gottken erhielt die polnische Namensform „Godki“ und ist heute eine Ortschaft im Verbund der Landgemeinde Jonkowo (Jonkendorf) im Powiat Olsztyński (Kreis Allenstein), von 1975 bis 1998 der Woiwodschaft Olsztyn, seit 1999 der Woiwodschaft Ermland-Masuren zugehörig.

## Kirche
Bis 1945 war Gottken in die evangelische Kirche Allenstein in der Kirchenprovinz Ostpreußen der Kirche der Altpreußischen Union eingegliedert, genauso wie Godki nach 1945, wobei die Kirche jetzt „Christus-Erlöser-Kirche“ heißt und der Diözese Masuren der Evangelisch-Augsburgischen Kirche in Polen untersteht.
Seitens der Römisch-katholischen Kirche bestand vor 1945 die Zugehörigkeit zur Kirche in Alt Schöneberg (polnisch  Wrzesina) im Bistum Ermland. Diese Beziehung ist bei Godki geblieben, wobei die Pfarrei Wrzesina nun aber zum Erzbistum Ermland gehört.

## Verkehr

### Straße
Godki liegt nördlich der vielbefahrenen polnischen Woiwodschaftsstraße 527 – der einstigen deutschen Reichsstraße 133 – und ist über den Abzweig Wrzesina (Alt Schöneberg) zu erreichen. Über die Kreisstraße (DP) 1368N sowie kleinere Nebenstraßen sind die Nachbarorte mit Godki verbunden.

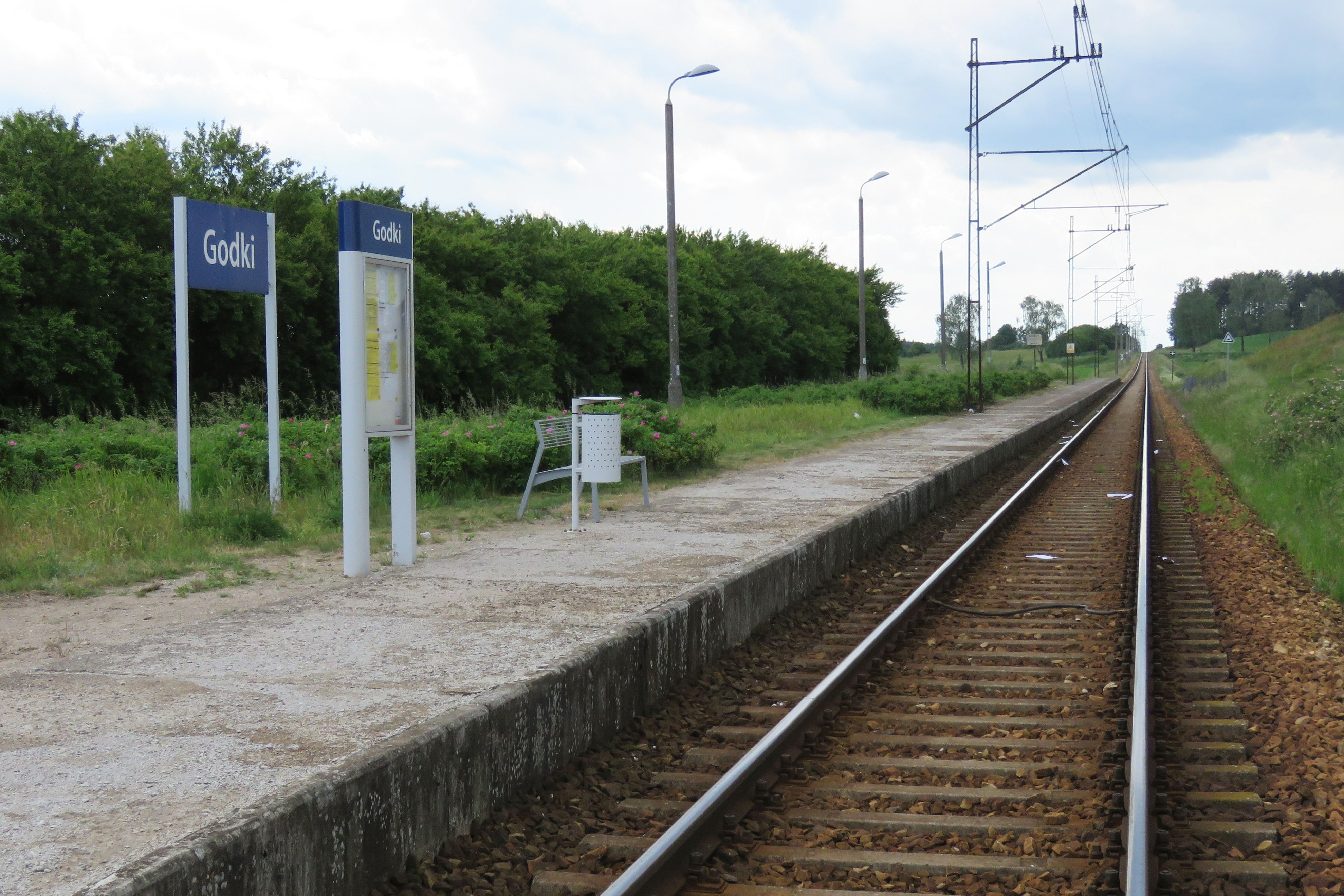
Bahnstation Godki

### Schiene
Erst seit dem 15. Mai 1938 ist Gottken (1945 bis 2015 Gotki, seit 2015 Godki) eine Bahnstation an der seit 1883 bestehenden und heute von der PKP als Linie 220 betriebenen Bahnstrecke Olsztyn–Bogaczewo.